# Sanaa Atabrour
Sanaa Atabrour (in arabo سناء أتبرور‎?; Khouribga, 28 febbraio 1989) è una taekwondoka marocchina.
Alle olimpiadi estive del 2012, ha partecipato nella competizione femminile (49 kg), venendo eliminata al primo turno.

## Palmarès
- Campionati mondiali di taekwondo

Gyeongju 2011: bronzo nella categoria -49 kg.